# Mega Man Universe
Mega Man Universe (メガマン ユニバース (Mega Man Yunibāsu) au Japon) est un jeu d'action-plates-formes à défilement latéral en trois dimensions, développé pour le Xbox Live Arcade et le PlayStation Network, puis annulé en 2011 par Capcom, dérivé de la série Mega Man. Principalement basé sur Mega Man 2, le jeu aurait permis aux joueurs de créer leurs propres niveaux et de personnaliser les personnages. Il aurait été le premier jeu de la franchise à être intitulé Mega Man au Japon, où la franchise a toujours été connue sous le nom Rockman.

## Trame
À l'instar de Mega Man 9 et Mega Man 10 sortis à la fin des années 2010, le gameplay s'inspire de celui de Mega Man 2, renonçant par la suite aux capacités spéciales introduites dans les jeux. Cependant, le jeu est affiché en 2.5D, avec un design de niveaux et des personnages avec un rendu CG (computer generated). L'histoire est basée sur celles de Mega Man 2. Dans ce jeu cependant, les joueurs ont le choix de construire leurs propres niveaux, ou de personnaliser les niveaux existants, en utilisant divers outils pour placer des plates-formes, des obstacles, des ennemis et des objets. Ces niveaux peuvent être partagés en ligne pour que d'autres personnes puissent jouer. Les joueurs peuvent également personnaliser leur personnage Mega Man avec des éléments interchangeables et des puces spéciales qui donnent à chaque personnages des attributs uniques, tels que la hauteur de saut, les armes disponibles... Le jeu propose plusieurs versions de Mega Man, dont une basée sur la couverture de la boite nord-américain de la version NES de Mega Man datant de 1987, Bad Box Art Mega Man. Le jeu propose d'autres personnages issus d'autres franchises Capcom, telles que Ryu de Street Fighter et Arthur (Ghosts 'n Goblins)#Arthur de Ghosts'n Goblins. Des DLC étaient également prévus.

## Développement
La production du jeu a commencé en mars 2010. Des informations concernant Mega Man Universe sont apparues lorsque Capcom enregistre la marque le 27 avril 2010. Le 16 juillet 2010, une bande-annonce animée en stop motion est publiée, incluant les personnages Mega Man, Ryu de Street Fighter et Arthur de Ghosts'n Goblins.
Keiji Inafune, artiste et producteur de la série Mega Man, a déclaré : « Nous voulions préserver autant que possible l'expérience de jeu de Mega Man classique sur plate-forme 8 bits, tout en permettant aux joueurs de projeter leur propre Mega Man dans le jeu ». Les premières bandes-annonces de gameplay sont présentées le 2 septembre 2010, et il est révélé plus tard que le jeu comporterait un éditeur de niveau et une fonctionnalité permettant la personnalisation des personnages. Les bandes-annonces du jeu comportaient la musique du groupe de reprises, The Megas. L'équipe de développement du jeu était composée de divers membres de Capcom qui avaient précédemment travaillé sur les premiers titres de la série originale. En septembre 2010, le producteur Akiko Ito déclare que le jeu est en production depuis assez longtemps et demande alors des commentaires sur ce que les fans aimeraient voir dans le jeu.
Quatre mois plus tard, après le départ de Keiji Inafune, Christian Svensson de Capcom rapporte que malgré le silence constant sur le développement du jeu, il n'a pas été annulé, bien qu'il ait connu des changements importants, à la suite des critiques sur les contrôles non-réactifs et celles très prononcées en ce qui concerne la direction artistique du jeu. Cependant, le 31 mars 2011, Capcom annonce que le jeu a été annulé en raison de « diverses circonstances ».